# Sergio del Campo Estaún
Sergio del Campo Estaún (Zaragoza, 23 de octubre de 1981) es un político español. Fue diputado de Ciudadanos en el Congreso de los Diputados durante la XI legislatura de España.

## Biografía
Nacido en Zaragoza (Aragón), del Campo se trasladó a Tarragona en 2007.
Es diplomado en Relaciones Laborales por la Universidad de Tarragona y licenciado en Ciencias del trabajo por la Universidad Abierta de Cataluña.
Ha desarrollado su carrera profesional como subinspector laboral de empleo y de Seguridad Social.

## Carrera política
Afiliado a Ciudadanos, del Campo se presentó en julio de 2015 a las primarias para encabezar la lista de la formación naranja al Congreso de los Diputados por Tarragona y tras ser el único concurrente que consiguió los avales necesarios, del Campo fue proclamado candidato.
En diciembre de 2015, tras las elecciones generales, del Campo consiguió el escaño siendo el único diputado que el partido de Albert Rivera conseguía en la provincia.
Tras la toma de posesión de su cargo, del Campo ejerció de portavoz en las comisiones de Empleo y Seguridad Social, de Seguridad Vial y Movilidad Sostenible y de Seguimiento y Evaluación de los Acuerdos del Pacto de Toledo.